# 关帝庙牌楼
关帝庙牌楼位于中国山西省长治市沁县县城定昌镇西湖社区大十字街西南数十米处，旧县公署前，已列为沁县文物保护单位。
沁县关帝庙建于宋神宗元丰三年（1080年），郡人进士李汉杰撰文刻碑。关帝庙现已不存，仅明代木结构牌楼幸存至今。
1993年，沁县县政府重修关帝庙牌楼，将其南移十几米，用作县政府门牌楼。

## 保护
1986年7月，关帝庙牌楼公布为第一批沁县文物保护单位。